# نانسی سالیوان
نانسی سالیوان (انگلیسی: Nancy Sullivan (American actress)؛ زادهٔ ۱۷ اکتبر ۱۹۶۹) یک هنرپیشه، فیلم‌نامه‌نویس و مجری تلویزیون اهل ایالات متحده آمریکا است.
از فیلم‌ها یا برنامه‌های تلویزیونی که وی در آن نقش داشته است می‌توان به نقطه جوش (۱۹۹۳) و نمایش آماندا (۲۰۰۲–۱۹۹۹) اشاره کرد.